# جک کانلی (بازیکن فوتبال اهل انگلستان)
جک کانلی (انگلیسی: Jack Conley; ۲۷ سپتامبر ۱۹۲۰ – ژانویه ۱۹۹۱) بازیکن فوتبال اهل بریتانیا بود.
از باشگاه‌هایی که در آن بازی کرده‌است می‌توان به باشگاه فوتبال تورکی یونایتد اشاره کرد.